# Max Ehrmann
Pour les articles homonymes, voir Ehrmann.
Max Ehrmann, né le 26 septembre 1872 à Terre Haute et mort le 9 septembre 1945 dans la même ville, est un avocat, homme d’affaires et écrivain américain, principalement renommé pour son poème Desiderata qui a connu un destin particulier.

## Biographie
Né à Terre Haute, dans l'Indiana, Ehrmann était d’origine allemande ; ses parents avaient émigré de Bavière vers les États-Unis dans les années 1840. Il fait des études d’anglais à la DePauw University (diplômé en 1894), puis de philosophie et de droit à Harvard.
Il revient à sa ville natale de Terre Haute en 1898 pour exercer son métier, devenant notamment procureur de l’État dans le comté de Vigo. Il travaille ensuite dans l’entreprise familiale. À l’âge de 40 ans, toutefois, Ehrmann abandonne ces activités pour se consacrer à l’écriture. C’est en 1927 qu’il écrit Desiderata, un poème qui devait devenir célèbre bien après sa mort.

## PoèmeDesiderata
Desiderata (du latin desiderata « des choses désirées », pluriel de desideratum) est un poème en anglais consacré à la recherche du bonheur dans la vie. Ses droits d'auteur appartiennent à Max Ehrmann qui l'a rédigé en 1927. Il a été publié à titre posthume par l'épouse d'Ehrmann en 1948, dans un recueil intitulé Desiderata of Happiness.
Au cours des années 1960, il fut largement diffusé sans être attribué à Ehrmann, avec parfois l'affirmation qu'il avait été trouvé dans l'Église de Saint-Paul de Baltimore dans le Maryland et écrit en 1692 (l'année de la fondation de l'église). Les héritiers d'Ehrmann ont cependant continué à le faire figurer parmi ses œuvres. Desiderata, dont de nombreuses traductions circulent depuis 1960, a été retraduit en français par Hubert Claes en septembre 1996 sous le titre Injonctions pour une vie sereine.